# Zwerg-Wasserschlauch
Der Zwerg-Wasserschlauch (Utricularia gibba) ist eine Pflanzenart aus der Gattung der Wasserschläuche (Utricularia). Diese fleischfressende Pflanze gedeiht als Wasserpflanze weltweit hauptsächlich in den Tropen und Subtropen.

## Beschreibung

### Vegetative Merkmale
Der Zwerg-Wasserschlauch ist eine einjährige oder ausdauernde, krautige Pflanze mit wenigen, pfriemförmigen Rhizoiden. Sie bildet wenige, kaum unterteilte, 0,5 bis 1,5 cm lange Laubblätter an dünnen Stolonen aus. Die bis 20 cm langen Stolone schwimmen frei im offenen Wasser oder liegen als Matten dem überschwemmten Boden auf. Sie bildet gestielte, im Vergleich zu Utricularia vulgaris wenige Fallen aus, welche durch zwei dorsal liegende, reich verzweigte Anhängsel charakterisiert sind. Die Fallen sind mit einer Länge von 1 bis 2,5 mm eiförmig.

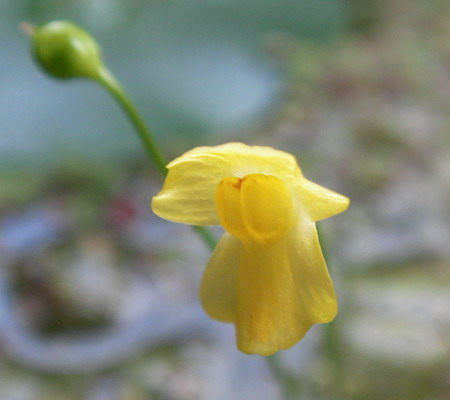
Zygomorphe, zweilippige Blüte.

### Generative Merkmale
Die 1 bis 30 cm langen, aufrechten, traubigen Blütenstände mit ein bis zu sechs Blüten befinden sich meist über, selten unter der Wasseroberfläche. Der Blütenstandsschaft besitzt auf etwa halber Höhe meist eine, selten zwei oder keine, etwa 1 mm lange Schuppe, ähnlich einem Hochblatt. Die zwittrige Blüte ist zygomorph und fünfzählig mit doppelter Blütenhülle. Die mit einer Länge von 1 bis 3 mm breit ei- bis kreisförmigen Kelchzähne sind fast gleich. Die fünf gelben, oft mit rotbraunen Nerven versehenen Kronblätter sind 4 bis 25 mm lang. Die Krone ist zweilippig. Der Sporn ist schmal-konisch oder zylindrisch und leicht kürzer bis deutlich länger als die Kronunterlippe. Die Kapselfrucht ist rundlich.

## Verbreitung
Utricularia gibba wächst weltweit in den Tropen und Subtropen. Nordwärts strahlt das Verbreitungsgebiet bis nach Kanada, Spanien, Portugal, Israel, China und Japan aus, südwärts bis Argentinien, Südafrika, Australien und Neuseeland.

## Systematik
Die Erstveröffentlichung von Utricularia gibba erfolgte 1753 durch Carl von Linné in Species Plantarum, 1, S. 18. Synonyme für Utricularia gibba L. sind: Vesiculina gibba (L.) Raf., Utricularia exoleta R.Br., Utricularia gibba subsp. exoleta (R.Br.) P.Taylor, Utricularia biflora Lam.  Utricularia gibba gehört zur Sektion Utricularia in der Untergattung Utricularia innerhalb der Gattung Utricularia.